# ون اویجکسلویز
ون اویجکسلویز (به هلندی: Van Ewijcksluis) یک روستا در هلند است که در Hollands Kroon واقع شده‌است.

## خصوصیات
ون اویجکسلویز ۲۱۴ نفر جمعیت دارد.